# Мраморен
Мра́морен (болг. Мраморен) — село у Врачанській області Болгарії. Входить до складу общини Враца.

## Населення
За даними перепису населення 2011 року у селі проживали 650 осіб.
Національний склад населення села:
| Національність   | Кількість осіб | Відсоток |
| ---------------- | -------------- | -------- |
| болгари          | 629            | 99,1%    |
| турки            | 0              | 0%       |
| цигани           | 0              | 0%       |
| інша             | 3              | 0,5%     |
| не визначились   | 3              | 0,5%     |
| Всього відповіли | 635            |          |

Розподіл населення за віком у 2011 році:
Динаміка населення: